# Geostachys leucantha
Geostachys leucantha là một loài thực vật có hoa trong họ Gừng. Loài này được B.C.Stone mô tả khoa học đầu tiên năm 1980.